# Vicente Millás Mossi
Vicente Millás Mossi (Valencia, 4 de agosto de 1909-Madrid, 5 de marzo de 1991) fue un inventor y técnico industrial español. Diseñó y fabricó múltiples aparatos de electromedicina y laboratorio en colaboración con profesionales de la medicina, investigadores y profesionales de la industria. Realizó importantes aportaciones en el campo de la psiquiatría española de la posguerra siendo el primero en España que construyó un electroshock para su fabricación en serie.

## Biografía

### Infancia y juventud
Hijo del matrimonio formado por Salvadora y Manuel; su padre fue abogado, funcionario de la Audiencia Provincial de Valencia, además de escritor e inventor. Procedente de una familia conservadora, fue educado en un ambiente culto, católico y disciplinado. Pasó su infancia en la ciudad de Valencia disfrutando sus vacaciones en los pueblos de Macastre y la finca familiar de Mijares, situada en el término municipal de Yátova.
Cursó sus estudios de Bachiller en el Instituto de Valencia, prosiguiendo su formación en la Escuela de Peritos Industriales de la misma ciudad, como alumno becario. Obtuvo en 1933 el título de Técnico Industrial en las especialidades de Mecánica y Electricidad.Alumno aventajado, al terminar su carrera fue propuesto por el Patronato de la Escuela de Peritos para la ampliación de estudios en el extranjero. En 1929 fue invitado por la Casa del Estudiante para una disertación relativa a estudios de las fuerzas.  También en el mismo año fue premiado por la dirección de la Escuela de Industrias para visitar diversas fábricas en Barcelona, así como la Exposición Internacional, por lo que viajó en el vapor JJ Sister el 1 de enero de 1930.
En 1931, mientras realizaba su carrera, se incorporó a filas por las Milicias Universitarias y se graduó como sargento de complemento en el Regimiento de Cazadores de Caballería, en Valencia. A partir de entonces se dedicó a la venta, instalación y transformación de equipos de radio y cine. Trabajó para Philips y Platón Texidó de Barcelona convirtiendo sistemas de cine mudo en sonoro. Obtuvo el título de operador cinematográfico y posteriormente ingresó en la casa Siemens como jefe de la sección de montajes. Con esta compañía participó en diversos trabajos de la incipiente infraestructura eléctrica de Valencia.
Durante parte de la guerra mantuvo su trabajo en la firma Siemens, y participó en la construcción de varias fábricas de guerra. En abril de 1938 se incorporó al frente bélico con carácter forzoso, siendo ascendido por el Ejército Popular de la República a la categoría de teniente. Al final de la guerra se le sometió a un proceso de depuración del que salió absuelto gracias a la ayuda de conocidos y amigos que declararon a su favor.

### Proyecto empresarial: Taller electro-mecánico
En diciembre de 1939, ante la falta de trabajo y materiales, decidió solicitar su baja en Siemens y comenzar una nueva etapa en la empresa de ascensores Seyra dirigida por Guillermo Mensua. En esa época inició su relación con Cándida García Novoa, con la que se casó el 18 de mayo de 1940, y con quien tuvo nueve hijos. 
En diciembre de 1940 sin abandonar su trabajo en Seyra, desarrolló un proyecto empresarial junto a su hermano Manuel que, seis años más joven, acababa de finalizar sus estudios de perito industrial. Crearon el taller electro-mecánico Millás Mossi Técnicos Industriales, dedicado a la reparación y construcción de maquinaria en las especialidades de electricidad médica y ascensores. Inicialmente los dos hermanos, Vicente y Manuel, hicieron compatible su dedicación a Seyra y el ejército respectivamente, con la nueva empresa familiar. En menos de un año Vicente abandonó su trabajo en Seyra para dedicarse totalmente al negocio del taller, y un poco más tarde, en 1944, Manuel renunció a su carrera militar para entregarse al desarrollo de la nueva empresa.
Para abrirse camino en el mercado de la sanidad española, iniciaron relaciones con los doctores Francisco Marco Merenciano, psiquiatra y director del Sanatorio Psiquiátrico Provincial del Padre Jofré en Valencia, y José María Ríus Vivó, electrólogo. En abril de 1938, se habían practicado las primeras terapias electroconvulsivas en Roma. El  Dr. Ugo Cerletti y su equipo, utilizaron corriente alterna para provocar ataques epilépticos en pacientes esquizofrénicos. El uso terapéutico con descargas eléctricas venía a sustituir otros procedimientos de terapia de choque farmacológica, como la realizada con insulina por el doctor Manfred J. Sakel, y la del doctor Ladislaus von Meduna que utilizaba cardiazol, tratamientos más caros y con más efectos adversos.
En 1940 los hermanos Millás fueron los primeros en España en construir un aparato de electroshock de corriente continua (C.C.) según los requisitos del Dr. Ríus Vivó. Después de algunas experiencias previas realizadas por los doctores Marco Merenciano y Rius Vivó, en febrero de 1941, el equipo se demostró con pacientes en la Facultad de Psiquiatría de la Universidad Complutense de Madrid. En este espacio docente los citados doctores trabajaron con el Dr. Juan José López Ibor. Este aparato se utilizaba para el tratamiento de enfermos mentales y gozó de muy buena reputación entre los médicos que lo usaron. Posteriormente y ya con un equipo de patente propia, la empresa fabricó en serie diversos tipos de electroshock dando lugar a diferentes modelos de aparatos con estimulación en corriente continua o corriente alterna.
Años después Vicente concibió y llevó a cabo su primer aparato de electronarcosis, también para el tratamiento de enfermos mentales.  Ante lo limitado de la especialidad en aquellos años, decidieron diseñar y construir otros aparatos con objeto de mejorar la producción del taller: aparatos de distermia por onda corta, rayos X, bisturíes eléctricos, aparatos para corrientes galvánicas y farádicas, máquinas para endoscopia y caustia, lámparas de quirófano, de socorro, de infrarrojos, negatoscopios, incubadoras, aspiradores de sangre, rectificadores de selenio, aparatos para el análisis de la pólvora, colorímetros, pHmetros, pulmón de acero, estufas de cultivo y diversos aparatos de laboratorio, la mayor parte eléctricos.
Además, Millás Mossi Técnicos Industriales atendía el servicio de mantenimiento y conservación de varios aparatos en el Hospital Provincial de Valencia, y de compañías de seguros de enfermedades y otros sanatorios de la ciudad. La empresa también participó en el montaje del Hospital Militar de Valencia suministrando e instalando los equipos de aspiración para quirófanos y la instalación de la sala de electroterapia con lámparas de cuarzo, diatermia y otro equipamiento. 

### Desarrollo profesional en Madrid
En 1953, cuando el negocio familiar estaba en pleno auge, surgieron desavenencias entre los dos hermanos y decidieron repartir la industria a partes iguales. Vicente se marchó a Madrid con su esposa y cinco hijos iniciando, esta vez en solitario, un negocio similar al que había montado en Valencia con su hermano.
En esta ocasión la empresa fue registrada bajo la marca Mossi Técnico Industrial, ya que la marca Millás Mossi había quedado en propiedad de su hermano Manuel por mutuo acuerdo. La industria Millás Mossi permaneció operativa hasta diciembre del año 2018 gracias al trabajo, esfuerzo y dedicación de Manuel Millás Mossi y sus hijos Carlos y Lorenzo Millás Covas, con una importante participación de mercado en las áreas de rehabilitación y aparatos de belleza.
La entonces nueva empresa Mossi Técnico Industrial, estuvo ubicada en la misma finca que el domicilio familiar en el barrio de Prosperidad, en la calle Canillas 77, en Madrid. Disponía de cuatro pequeñas naves, dos de ellas como almacén de materiales, otra como taller mecánico y la última como taller de electricidad, así como un techado exterior donde había una potente cizalla y una robusta mesa de hierro, ambas para los trabajos en chapa. En poco tiempo la actividad del nuevo negocio fue creciendo, diversificó su trabajo con la fabricación y distribución de otros productos que permitían ocupar la producción del taller cuando el trabajo de equipos médicos y laboratorio escaseaba.
Millás Mossi Inventó y patentó un ingenioso sistema de ganchos con tornillería de plástico, denominado Ganchifix, que permitía soportar sobre paneles de Tablex perforados diferentes objetos como herramientas, tanto en talleres como escaparates; también se utilizaron en empresas para la creación de gráficos y diagramas; fabricó mantas eléctricas con un ingenioso sistema que utilizaba la cordelería de las pastelerías para fabricar las resistencias calefactoras a un bajo coste; distribuyó  duchas eléctricas sin caldera de muy fácil instalación; trabajó en el diseño y fabricó los primeros prototipos de máquinas para hacer palomitas de maíz. Diseñó y fabricó aspiradores portátiles  de sangre que recibieron el nombre comercial de Bambino. 
Fabricó sistemas de frenado para dispensadores de grandes rollos de papel mediante el control magnético de virutas de acero, unidades de control de temperatura para inyección de plástico, y otros muchos aparatos diseñados con mucho ingenio, todo en tiempo de postguerra y con gran dificultad para obtener materiales y modernas herramientas.  Los equipos se fabricaban siempre a la medida de las necesidades del cliente. En estos mismos talleres de la calle Canillas diseñó y fabricó un nuevo aparato de electroshock denominado Microshock, muy compacto, portátil y con un avanzado diseño estético. En este mismo taller estuvo trabajando con un pulmón de acero recibiendo visitas de relevantes doctores interesados en aquel proyecto.
Sus inventos no se limitaban a la provisión de máquinas y aparatos médicos, pues era un hombre integrado en el barrio de la Prosperidad y colaboraba con sus vecinos para resolver cualquier problema con ingenio. Conoció, a través de Modas Isabel, al pintor Enrique Gran, que como la modista, acudía regularmente a las tertulias del Café Lion para entrar en contacto con el grupo de extraterrestres conocido como los Ummitas. Pues bien, el paisajista tenía alergia a las pinturas, y cuando conoció a Vicente Millás Mossi, éste utilizó su ingenio para dotarle de un aparato que le permitiera seguir pintando en su estudio. Vicente fabricó una escafandra que se acoplaba a la cabeza del pintor, dicha escafandra estaba conectada a una aspiradora doméstica con potencia regulable. Mediante un tubo traqueal quedaba conectada a la escafandra extrayendo el aire de la misma, otro tubo se ocupaba de hacer llegar el aire fresco a la escafandra, ambos tubos disponían de válvulas unidireccionales que garantizaban el flujo correcto del aire. Cuando el pintor pintaba en un habitáculo cerrado, debía llevar los dos tubos traqueales con el aspirador al exterior a través de una ventana, de forma que entrase aire limpio y la espiración ese produjera también en el exterior. Enrique Gran estaba tan agradecido con Millás que quiso pagarle el aparato y éste se negó, pues al fin y al cabo había sido fabricado con restos como una vieja aspiradora. El pintor le regaló tres cuadros y se afianzó la amistad entre los dos por mucho tiempo.
En 1959 el Ministerio del Aire publicó un concurso para cubrir una plaza de “jefe de taller técnico industrial” para la jefatura Material de Sanidad Militar en Madrid, a la que se presentó, resultando elegido. Desde entonces y hasta su jubilación hizo compatible el trabajo de su empresa privada con la plaza recién ganada del Ministerio del Aire. Desarrolló sus funciones de los últimos años en el desaparecido Hospital Militar del Aire de la Calle Arturo Soria en Madrid.
En febrero de 1968 al cambiar el domicilio familiar del chalet a un piso, decidió trasladar su empresa a la calle Sotomayor en Madrid, donde estuvo poco tiempo ya que finalmente trasladó su actividad a las dependencias del Consejo Superior de Investigaciones Científicas (CSIC) en la calle Serrano de Madrid, donde montó un taller en el que realizaba labores de mantenimiento y creaba nuevos equipamientos para el Consejo. Junto con un grupo de investigadores, desarrolló y patentó un sistema para la medida de la demanda bioquímica de oxígeno por bacterias en aguas contaminadas mediante un sistema puramente mecánico que fue patentado por el CSIC. También ingenió un mecanismo específico para moler piedras y tierras solicitado por el departamento de edafología, evitando que los investigadores malgastaran su tiempo moliendo piedras con martillo y mortero. Posteriormente este sistema fue solicitado por otras unidades del CSIC en diferentes localidades. Asimismo, desarrolló e instaló un filtro de choque para la alimentación eléctrica de un espectrómetro de masas que había presentado problemas en sus registros gráficos. Estos salían distorsionados por interferencias en la red eléctrica. Al incorporar el filtro fabricado por Millás, dichas interferencias desaparecieron. Por último, también desarrolló para varios laboratorios un sistema que protegía de sobretensión los equipos que eran alimentados desde centrales transformadoras en estrella. Al producirse un fallo del neutro, estos equipos, formados por instrumentos delicados y muy caros, se averiaban con bastante frecuencia.
En 1985 dio por terminada su actividad profesional y falleció por un infarto de miocardio el 5 de marzo de 1991.

## Patentes
- Electroshock con C.C. (Patente nº 163.101 de 9/septiembre/1943)
- Ganchifix (Patente nº 59.366 de 16/marzo/1957)
- Medidor mecánico para consumo O2 (Patente CSIC 454.140 5/octubre/1977)